# Silke Optekamp
Silke Optekamp (* 31. Oktober 1978) ist eine deutsche Marathonläuferin und vierfache deutsche Meisterin (2011–2014).

## Werdegang
2006 wechselte die in Mönchengladbach lebende Sportlerin vom Dressurreiten zum Langstreckenlauf.
2009 stellte sie mit 1:19:17 h einen Streckenrekord beim Erlebnis-Halbmarathon in Köln auf, wurde Westdeutsche und Westfälische Vizemeisterin im Halbmarathon und kam in 2:48:30 h auf den zweiten Platz beim Marathon Rund um den Baldeneysee. Zum Jahresende wechselte sie von der Mönchengladbacher LG zum PSV Grün-Weiß Kassel.
In der darauffolgenden Saison wurde sie Vierte beim Kassel-Marathon, Fünfte beim Halbmarathonbewerb des Köln-Marathons und lief beim Frankfurt-Marathon als beste Deutsche auf den zwölften Platz.
2011 wurde sie Dritte beim 10-km-Straßenlauf Rund um das Bayerkreuz und gewann den Halbmarathonbewerb des Kassel-Marathons. Bei den Deutschen Meisterschaften im 10-km-Straßenlauf wurde sie Sechste und holte mit Simret Restle und Stefanie Wiesmair den Titel in der Mannschaftswertung. Die Saison krönte sie mit einem 20. Platz beim Berlin-Marathon.
Im Jahr darauf wurde sie Fünfte bei Rund um das Bayerkreuz und Neunte beim Berliner Halbmarathon. Als Gesamtfünfte beim Kassel-Marathon errang sie den hessischen Meistertitel über diese Distanz. Im Herbst siegte sie bei Rund um den Baldeneysee.
2013 stellte sie beim Kassel-Marathon mit 1:17:59 h einen Streckenrekord auf der Halbmarathondistanz auf, der erst 2017 von Melat Yisak Kejeta unterboten wurde. Als Gesamtsiegerin des München-Marathons wurde sie im Oktober 2013 Deutsche Marathonmeisterin.
Seit 2016 startet Optekamp wieder für die Mannschaft der LG Mönchengladbach (LGM), wo sie in der Altersklasse ab 40 Jahre an den Start geht. Im Oktober 2018 siegte sie über die 16-Kilometer-Distanz beim Seidenraupen-Cross, wo sie 2017 Zweite hinter Rike Westermann wurde. Im April 2019 gewann sie den Halbmarathon beim Osterlauf Neuss.
Im Mai 2022 startete die 43-Jährige im Duathlon und konnte in Mönchengladbach den Nordpark-Duathlon (5 km Laufen, 20 km Radfahren und 2,5 km Laufen) gewinnen.

## Persönliche Bestzeiten
- 5000 m: 16:54,29 min, 16. Juni 2012, Wattenscheid
- 10.000 m: 36:02,33 min, 1. Mai 2010, Ohrdruf
- 10-km-Straßenlauf: 34:48 min, 5. März 2012, Leverkusen
- Halbmarathon: 1:16:17 h, 3. Oktober 2010, Köln
- Marathon: 2:37:17 h, 25. September 2011, Berlin